# Geografia Nikaragui

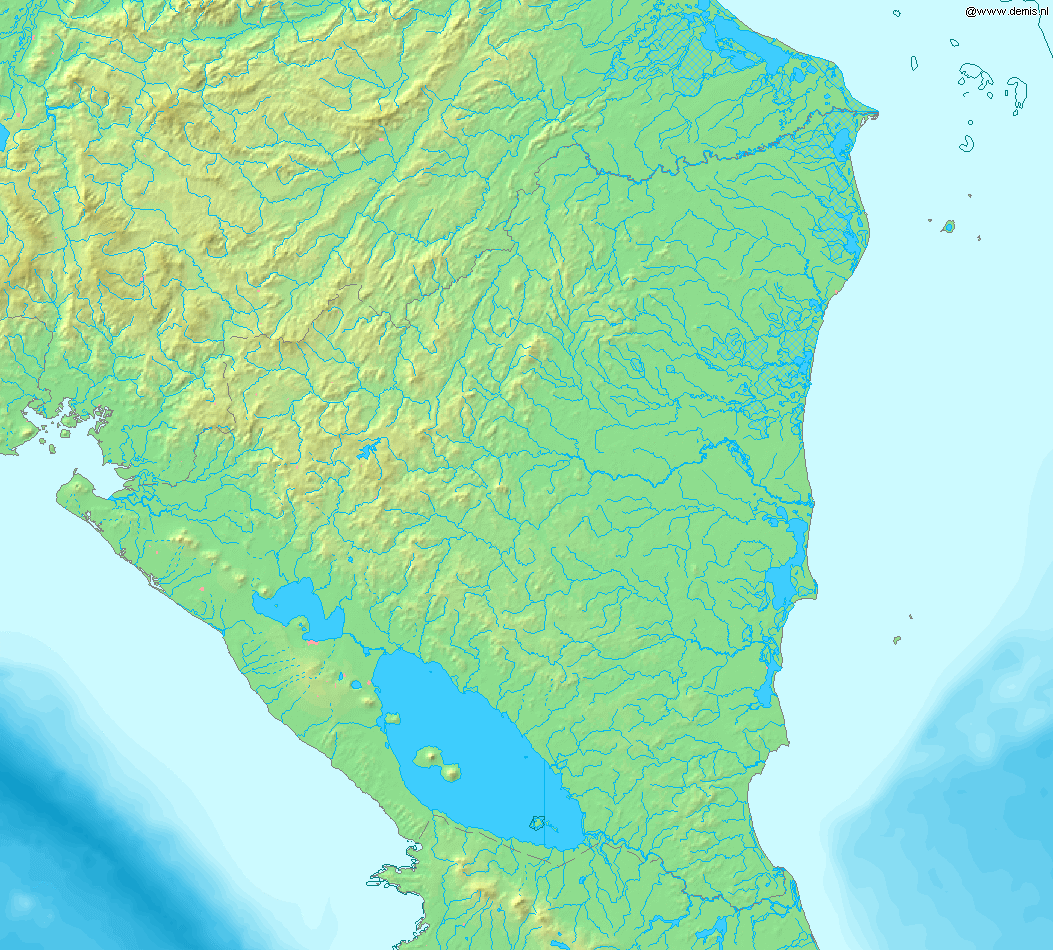
Mapa fizyczna Nikaragui

Nikaragua jest państwem leżącym w Ameryce Środkowej, nad Oceanem Spokojnym na zachodzie i Morzem Karaibskim na wschodzie. Obecna Nikaragua została odkryta przez Krzysztofa Kolumba w 1502 roku. Kraj ten cechuje się tropikalnym klimatem i urozmaiconym krajobrazem.

## Powierzchnia, skrajne punkty i granice
Powierzchnia – 129 494 km²
Skrajne punkty: północny 15°10'N, południowy 11°15'N, zachodni 89°15'W, wschodni 85°00'N. Rozciągłość południkowa wynosi 470 km, a równoleżnikowa 460 km.
Nikaragua graniczy z następującymi państwami:

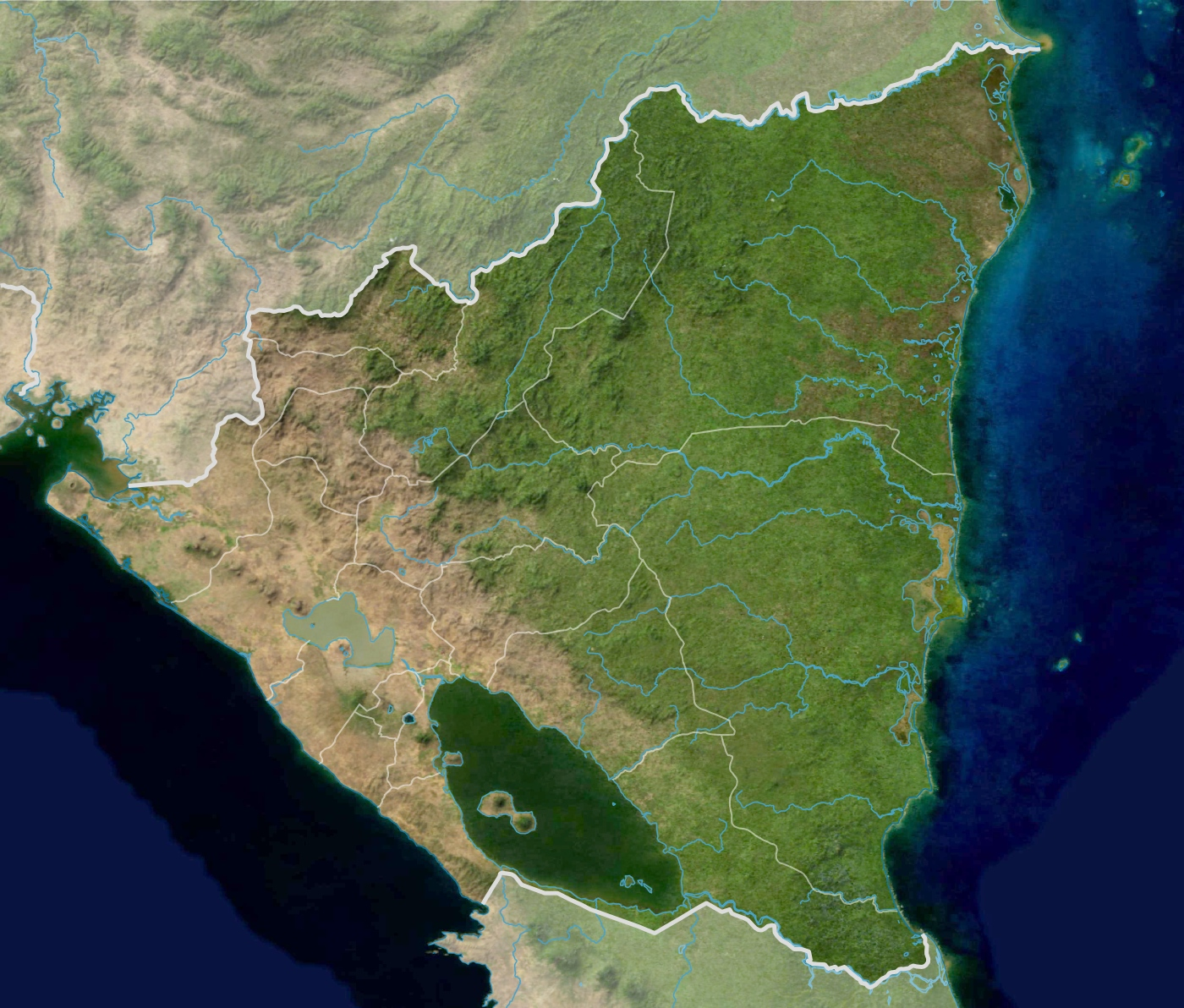
Mapa satelitarna z zaznaczonym przebiegiem rzek

- Honduras – 922 km
- Kostaryka – 309 km

Linia brzegowa – 910 km.

## Ukształtowanie poziome
Nikaragua cechuje się odmiennością jeśli chodzi o stopień urozmaicenia wybrzeża wschodniego i zachodniego. Zachodnie, pacyficzne wybrzeże jest słabo rozwinięte, ma postać wyrównaną, przez co charakteryzuje się dużą regularnością. Jedynie w północnej części leży głęboko wdzierająca się w ląd zatoka Fonseca, której część należy do Nikaragui. Wschodnia część linii brzegowej jest inna. Nad Morzem Karaibskim licznie występują zatoki o zwężonych połączeniach z morzem do których należą: Laguna Gorda, Laguna Huauonta i Laguna Perłowa. Cechą wschodniego wybrzeża są także mierzeje, cyple i szerokie zatoki. Największą szeroką zatoką jest San Juan del Norte. Zachodnie wybrzeże jest niskie i ma postać lagunową, gdzie w wielu miejscach ciągną się plaże. Wschodnie wybrzeże także jest niskie, ale tam oprócz wybrzeża lagunowego, ciągną się odcinki namorzynowe, w wielu miejscach zabagnione. Wschodnie wybrzeże nosi nazwę Wybrzeża Moskitów.
Do Nikaragui należy kilka grup wysepek leżących na Morzu Karaibskim, są to m.in. Cayos Miskitos, które tworzą archipelag, leżący kilkanaście kilometrów od brzegu. Drugą grupą wysepek jest Isla del Maíz Grande.

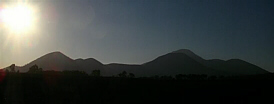
Góry w Nikaragui

## Budowa geologiczna
Nikaragua należąca do Kordylierów Ameryki Środkowej dzieli się na kilka obszarów geologicznych. W północno-zachodniej części kraju znajdują się fałdowe łańcuchy górskie, które obejmują także terytorium Hondurasu. Obszary te należące do Kordylierów wypiętrzyły się w czasie orogenezy alpejskiej. W łańcuchach tych gór występują sekwencje skał magmowych pochodzących z paleozoiku i skał metamorficznych. W skład budowy geologiczne gór Nikaragui wchodzą także skały osadowe z mezozoiku oraz trzeciorzędowe wulkanity. W północno-wschodniej części kraju znaczne obszary ciągnące się wzdłuż wybrzeża wypełniają osady pochodzące z czwartorzędu. Są to przede wszystkim wapienie rafowe i organodetrytyczne. Południowa i środkowa część Nikaragui to tereny występowania skał wulkanicznych i czynnych wulkanów pochodzenia czwartorzędowego. W pobliżu wybrzeża Oceanu Spokojnego, na południe od strefy wielkich rowów tektonicznych, poza osadami czwartorzędowymi, występują także skały osadowe z kredy, paleocenu, eocenu i miocenu.
Nikaragua leży w strefie aktywności sejsmicznej i wulkanicznej. Głównymi surowcami mineralnymi występującymi w podłożu tego kraju są: złoto, srebro i rudy miedzi.

## Rzeźba
Obszar Nikaragui można podzielić na kilka krain geograficznych, które mają przebieg południkowy. Wzdłuż zachodniego wybrzeża ciągnie się wąski pas nadbrzeżnych nizin. Na północy, nad wschód od nizin nadbrzeżnych, leży pasmo wulkaniczne o długości 240 km, gdzie wznosi się 25 stożków wulkanicznych z których 11 jest czynnych. Najwyższym wulkanem jest El Viejo – 1780 m n.p.m. Najbardziej znanym wulkanem jest Momotombo (1258 m n.p.m.) nad jeziorem Managua, który uznawany jest za symbol Nikaragui. Za pasem wulkanicznym, mniej więcej równolegle do wybrzeża rozpościera się znacznych rozmiarów rów tektoniczny, w którym znajdują się dwa jeziora: Nikaragua i Managua. Dalej ku północnemu wschodowi ciągną się łańcuchy Kordylierów, w których leży kilka pasm: Cordillera de Dipilto y Jalapa z najwyższym szczytem kraju — Mogotón (2107 m n.p.m.), Cordillera Isabelia (szczyty: Kilambé – 1693 m n.p.m. i Saslaya – 1934 m n.p.m.), Cordillera Chontaleña i Góry Huapi. Tereny leżące na wschód to rozległa nizina leżąca nad Morzem Karaibskim.

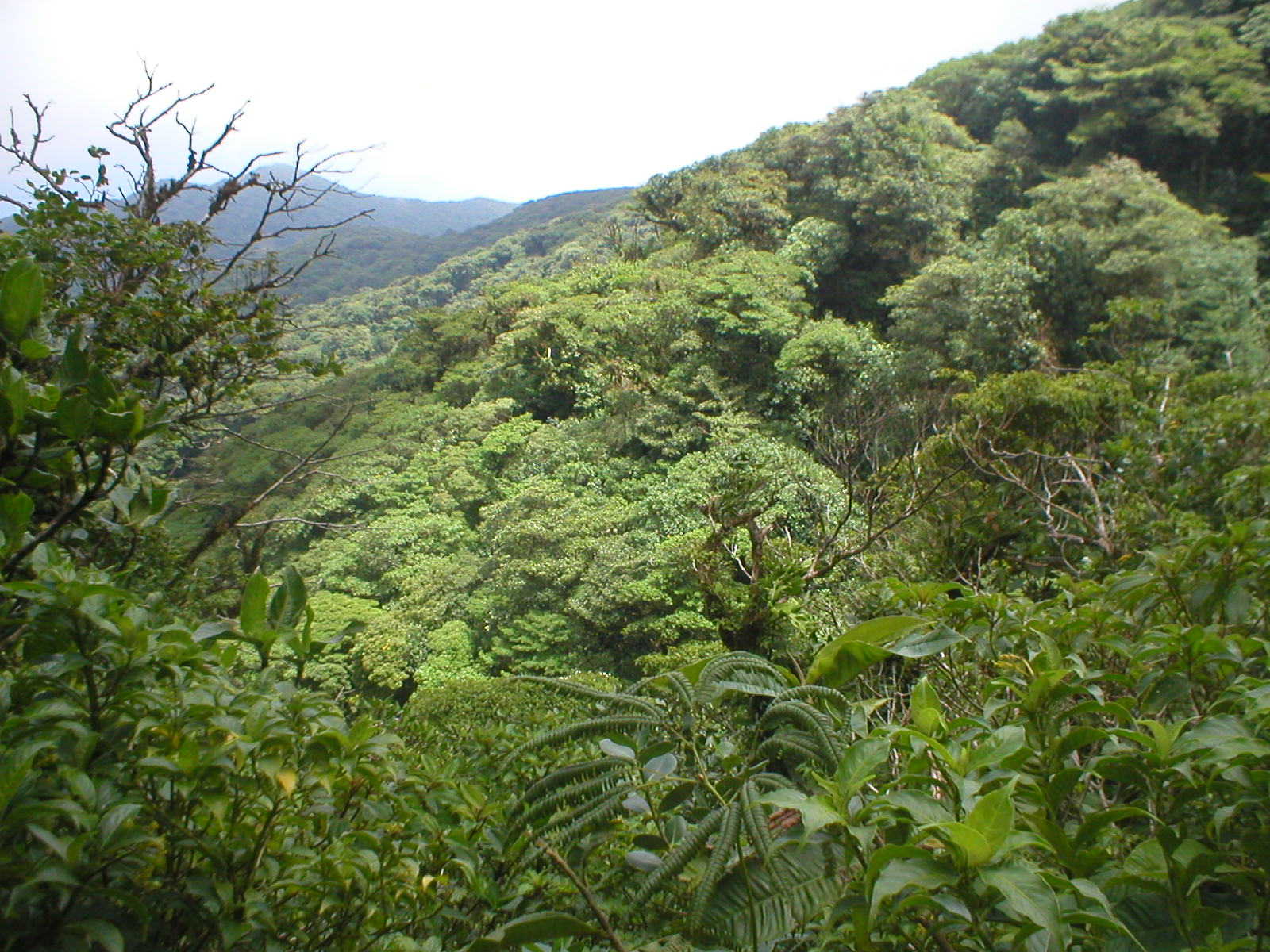
Las tropikalny w pobliżu Kordylierów

## Klimat
Nikaragua leży w strefie klimatu równikowego wilgotnego, gdzie występuje niewielka różnica między przebiegiem rocznym pogody. Pasma górskie Kordylierów rozdzielają klimat Nikaragui na równikowy wilgotny nad Pacyfikiem z jedną porą suchą od listopada do kwietnia. Po wschodniej stronie Kordylierów panuje wybitnie wilgotny klimat bez pory suchej. Nad wybrzeżem Oceanu Spokojnego występuje pora sucha, ponieważ w półroczu zimowym wybrzeże dostaje się pod wpływ zimnego przedłużenia Prądu Kalifornijskiego, który wycofuje się na okres półrocza letniego. Wschodnie wybrzeże podlega działaniom wilgotnych mas powietrza znad Morza Karaibskiego i północno-wschodnich pasatów.
Temperatury różnią się nieco na obszarze całego kraju. Na zachodzie, nad Oceanem Spokojnych są wyższe i wynoszą od 27 °C do 30 °C. Na wschodzie średnie wartości wynoszą 25-27 °C i mają przebieg typowy dla klimatu równikowego. W górach występuje piętrowość klimatyczna, ale różnica między nizinami a szczytami gór nie przekracza 10 °C. Średnie wartości termiczne w wyższych partiach gór wynoszą 20-23 °C.
Opady atmosferyczne cechują się dużo większymi różnicami. Na zachodzie średnia opadowa sięga 1500 mm, w kotlinach śródgórskich obniża się do 1000 mm rocznie. Na wschodzie wartości opadowe są dużo wyższe, gdzie nie ma pory suchej, a opady występują przez cały rok. Najniższe wartości po wschodniej stronie gór wynoszą 3000 mm, zaś nad Wybrzeżem Moskitów sięgają nawet 6000 mm. Nikaragua często jest nawiedzana przez huragany.

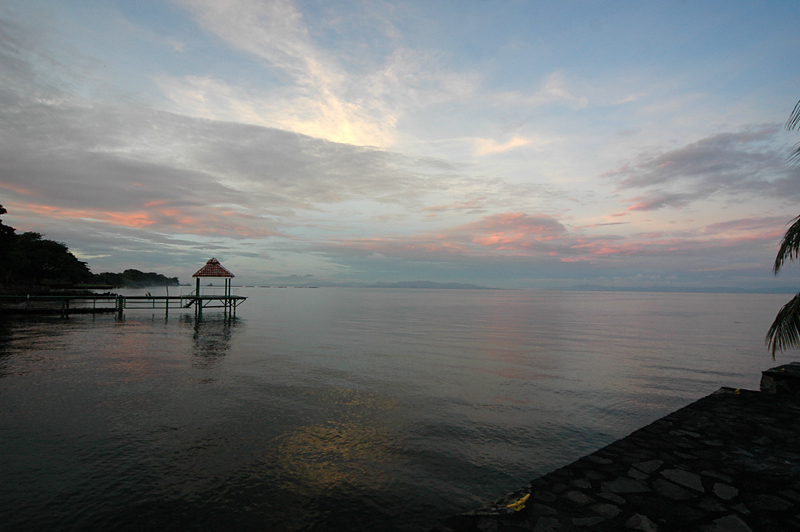
Jezioro Nikaragua

## Wody
Sieć rzeczna jest dobrze rozwinięta, szczególnie na wschodzie kraju. Granicą wododziałową stanowią Kordyliery, a zdecydowanie większa część kraju należy do zlewiska Morza Karaibskiego. Jedynie zachodnia, pacyficzna nizina i zachodnie zbocza gór to obszary należące do zlewiska Oceanu Spokojnego. Rzeki uchodzące do Pacyfiku są krótkie i z reguły pełne bystrzy. Te które uchodzą do Morza Karaibskiego są dłuższe i żeglowne w dolnym biegu, na nizinach. Najdłuższą rzeką kraju jest Coco (Segovia) o długości 480 km. Druga co do długości San Juan jest długa na 195 km.
W Nikaragui leżą dwa wielkie jeziora: Nikaragua o długości 160 km i Managua o długości 50 km. Jeziora te połączone są ze sobą rzeką Tipitapa. W strefie nadmorskiej Morza Karaibskiego miejscami występują bagna.

## Gleby
Nikaragua leży w środkowoamerykańskiej krainie glebowej. Przeważającą pokrywą glebową są czerwone gleby ferralitowe i ferrytowe. Występują także gleby laterytowe. W dolinach rzek występują mady.

## Flora
Roślinność Nikaragui mimo zaborczej gospodarki człowieka jest dosyć dobrze zachowana, około 25% powierzchni kraju pokrywają lasy. Na wschodzie na terenach nizinnych rosną wiecznie zielone lasy tropikalne, cechujące się bogactwem gatunkowym. Lasy tropikalne przypominające amazońską selvę obfitują w takie rodzaje jak: hebanowce, mahoniowce i palisandry. Liczne są też epifity i liany. Wybrzeże karaibskie porośnięte jest zaroślami namorzynowymi i roślinnością bagienną. W zachodniej części kraju występują wiecznie zielone lasy z udziałem drzew tracących liście w porze suchej. W środkowej części kraju, a także w kotlinach śródgórskich występują sawanny. Suche tereny Nikaragui porastają ponadto suche zbiorowiska kolczastych krzewów.

## Fauna
Świat zwierząt Nikaragui należy do środkowoamerykańskiej krainy neotropikalnej i reprezentowany jest głównie przez gatunki typowe dla strefy okołorównikowej. W lasach tropikalnych żyją pumy i jaguary, oraz świnie pekari. Liczne są także gady w tym różne gatunki jadowitych węży. Na terenach bagiennych i namorzynowych występują krokodyle, żółwie i jaszczurki. Bogaty jest także świat ptaków, do których należą kolibry i papugi.